# Halli Mysore, Holenarsipur
Halli Mysore là một làng thuộc tehsil Hole Narsipur, huyện Hassan, bang Karnataka, Ấn Độ.